# Radio Friendly Unit Shifter
«Radio Friendly Unit Shifter» es una canción del grupo musical de grunge estadounidense, Nirvana. Es la décima canción en el álbum de estudio de 1993 titulado In Utero. La canción fue escrita en 1990, y fue usada para abrir casi todos los conciertos de Nirvana en la gira promocional de In Utero. Una versión en vivo, grabada en febrero de 1994 en Grenoble, Francia, aparece en la compilación de 1996, Home Alive: The Art of Self Defense. El término "usarlo una vez y destruyelo" se refiere al condón 
En la industria musical, el término 'radio friendly' (amigable para la radio) se refiere a una canción comercial, mientras que el término 'unit shifter' se refiere a una canción que las emisoras de radio harían rotar de forma habitual para atraer una mayor audiencia. Fue Kurt Cobain quien propuso el nombre de la canción. 
La canción Erectum es una versión temprana de «Radio Friendly Unit Shifter».